# Savhalogenidek

Savhalogenid

Példa savhalogenidre: acetil-klorid.

A savhalogenidek oxosavakból származtatható kémiai vegyületek, amelyekben a hidroxilcsoportot halogén helyettesíti.
Ha a sav karbonsav, a vegyületben −COX funkciós csoport található, amelyben egy karbonilcsoporthoz egyszeres kötéssel egy halogénatom kapcsolódik. Az ilyen savhalogenid általános képlete RCOX, ahol R például alkilcsoport lehet, CO a karbonilcsoport, és X a halogén, például klór. A leggyakoribb savhalogenidek a savkloridok, de a legnagyobb mennyiségben (köztitermékként) acetil-jodidot állítanak elő, melyből az ecetsav gyártása során több milliárd kilogramm keletkezik.
A szulfonsavak hidroxilcsoportja is kicserélhető halogénre, ekkor a megfelelő szulfonil-halogenid keletkezik. A gyakorlatban ez csaknem mindig kloridot jelent, vagyis ilyenkor szulfonil-klorid jön létre.

## Előállításuk
A savhalogenidek gyakori laboratóriumi szintézise karbonsavak és megfelelő halogénezőszerek reakcióján alapul, savkloridok előállításához tionil-kloridot vagy foszfor-pentakloridot, savbromidok készítéséhez foszfor-pentabromidot, míg savfluoridok szintéziséhez cianur-fluoridot alkalmaznak.
Aromás savkloridok előállítása történhet kloroformilezési reakcióval , amely a Friedel–Crafts acilezés egyik speciális, formaldehid reagenst használó változata.

## Reakcióik
A savhalogenidek meglehetősen reakcióképes vegyületek, melyeket gyakran más szerves vegyületek szintézisének köztitermékeként állítanak elő. A savhalogenidek – többek között – az alábbi módokon reagálhatnak:
- víz hatására karbonsav keletkezik. A hidrolízis a savhalogenidek legnagyobb mértékben alkalmazott reakciója, ezt használják az ecetsav ipari előállítása során is.
- alkoholokkal észter keletkezik

- aminokkal amidot képeznek

- aromás vegyületekből Lewis-sav katalizátor, például AlCl3 jelenlétében aromás keton keletkezik, lásd Friedel–Crafts acilezés.

A fenti reakciókban HX hidrogén-halogenid is képződik, azaz például savkloridok reakciójában HCl (hidrogén-klorid vagy sósavgáz) is keletkezik.

## Többértékű savhalogenidek

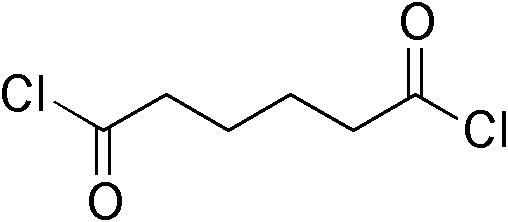
Adipoil-klorid

Egy molekulának több savhalogenid funkciós csoportja is lehet. Ilyen például az adipoil-diklorid, melynek két savklorid funkciós csoportja van, amint az a jobb oldali szerkezeti képleten is látható. Ez a vegyület a 6 szénatomos dikarbonsav, az adipinsav dikloridja (kettős kloridja). Az adipoil-klorid egyik fontos felhasználása a szerves diaminokkal végzett polimerizációs reakciója, mely a nylon nevű poliamid előállításának alapja. Más szerves vegyületekkel poliészterek előállításához is felhasználják.
A foszgén (karbonil-diklorid, Cl−CO−Cl) rendkívül mérgező gáz, a szénsav (HO−CO−OH) dikloridja. A foszgénben található klóratomok is képesek a savhalogenidek fent említett reakcióval analóg reakciókra. A foszgént többek között a polikarbonát polimerek előállítása során használják.

## Általános veszélyek
Az illékony savhalogenidek könnyfakasztó hatásúak, mivel a szem felületén belőlük a vízzel reakcióba lépve irritáló hidrogén-halogenid és szerves sav keletkezik. Hasonló problémák léphetnek fel, ha valaki savhalogenid gőzöket lélegez be. A savhalogenidek általában (még a nem illékony vegyületek, például a tozil-klorid is) irritálják a szemet, a bőrt és a nyálkahártyát.

## Fordítás
Ez a szócikk részben vagy egészben a Acyl_halide című angol Wikipédia-szócikk ezen változatának fordításán alapul.  Az eredeti cikk szerkesztőit annak laptörténete sorolja fel. Ez a jelzés csupán a megfogalmazás eredetét és a szerzői jogokat jelzi, nem szolgál a cikkben szereplő információk forrásmegjelöléseként.